# Katedra św. Józefa Rzemieślnika w La Crosse
Katedra św. Józefa Rzemieślnika w La Crosse, w stanie Wisconsin jest głównym kościołem rzymskokatolickiej diecezji La Crosse oraz katedrą miejscowego biskupa. Położona jest przy 530 Main Street. Pełni również funkcje kościoła parafialnego.